# Kloknerův ústav
Kloknerův ústav je samostatným výzkumným pracovištěm Českého vysokého učení technického v Praze.

## Historie

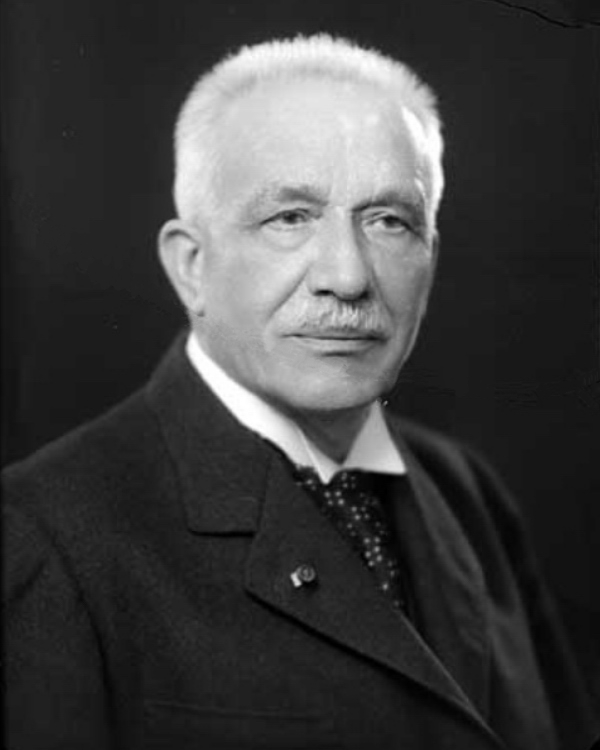
Zakladatel ústavu, František Klokner

Kloknerův ústav byl založen na ČVUT v roce 1921 pod názvem „Výzkumný a zkušební ústav hmot a konstrukcí stavebních“ a vznikl jako první vědeckovýzkumné pracoviště svého druhu v Československu a ve střední Evropě. Jeho iniciátorem, zakladatelem a přednostou byl profesor František Klokner.
Zrod ústavu byl způsoben rychlým rozvojem stavebnictví v nové republice po létech stagnace za první světové války. Od prvních let své existence přispěl k pozvednutí technické úrovně staveb, k zavádění nových typů stavebních technologií. Působil v oblasti výzkumu a vývoje moderní techniky i technologie, přispěl k prohloubení teorie, rozvinul experimentální metody jejího ověřování, stál u základů novodobého stavebního zkušebnictví. Za tuto činnost se mu dostalo širokého uznání doma i v zahraničí.

### Chronologie názvů
- 1921–1947 – Výzkumný a zkušební ústav hmot a konstrukcí stavebních (při ČVUT)
- 1947–1953 – Kloknerův výzkumný a zkušební ústav hmot a konstrukcí stavebních
- 1953–1963 – Ústav teoretické a aplikované mechaniky (součást ČSAV)
- 1963–1990 – Stavební ústav (pod ČVUT)
- od roku 1990 – Kloknerův ústav

## Činnost

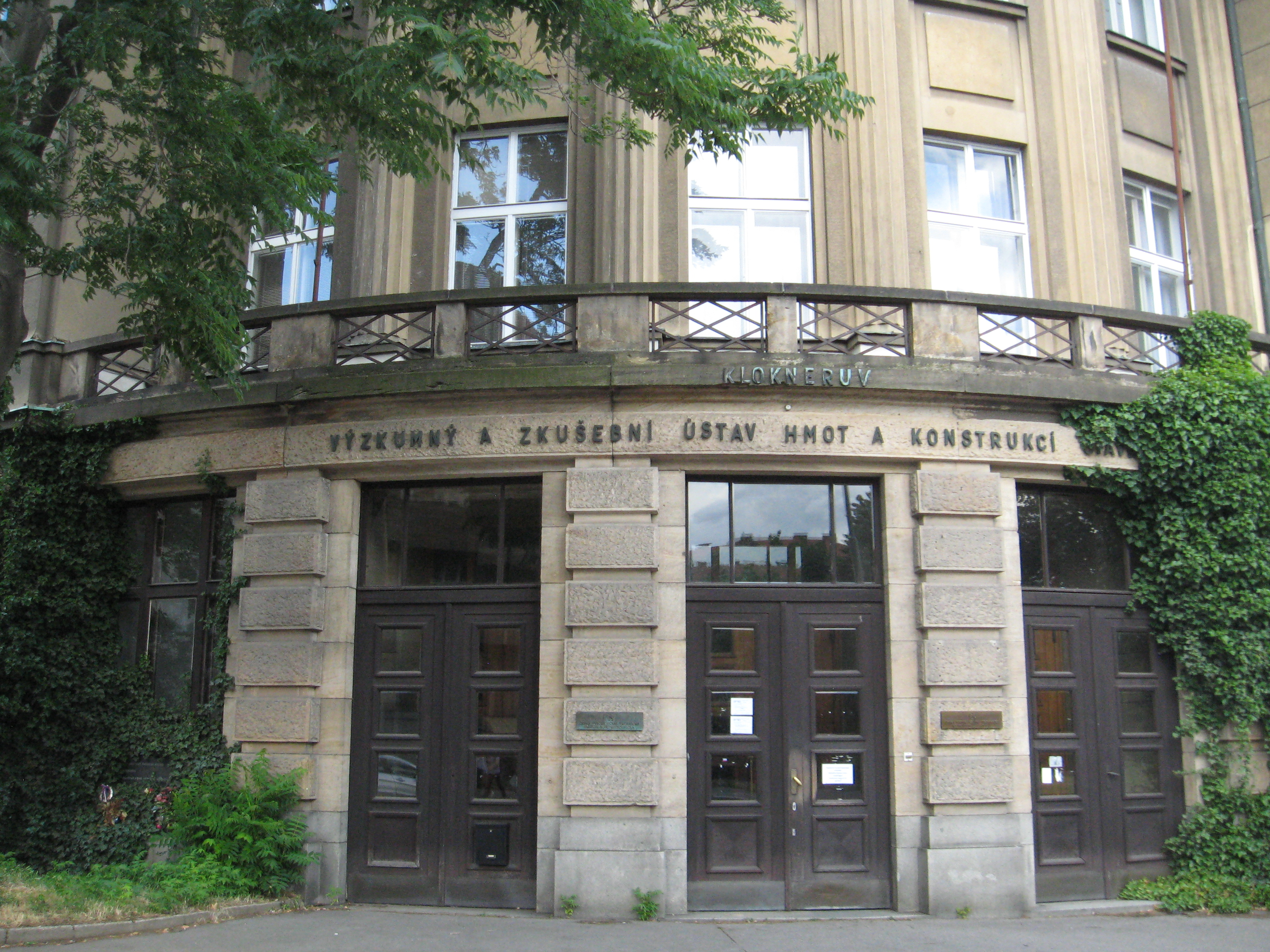
Roh Šolínovy a Zikovy ulice, Praha 6, vstup do Kloknerova ústavu.

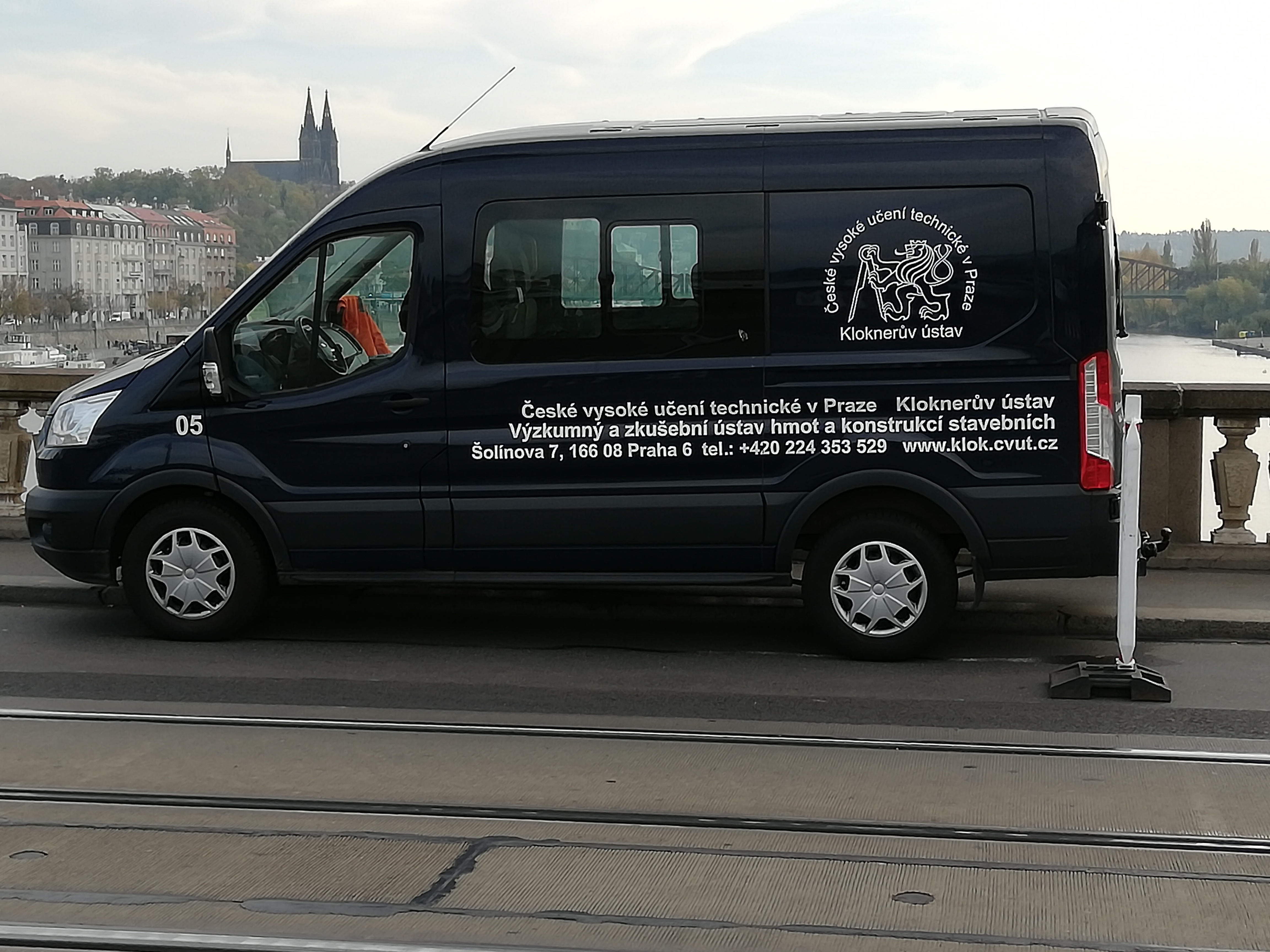
Měřicí, servisní nebo služební vůz pracovníků Kloknerova ústavu (ilustrační foto)

Činnost a výsledky dosažené v posledním období prokazují významné postavení ústavu jak v rámci ČR, tak i ve světě zejména v oblastech: teorie spolehlivosti stavebních soustav, diagnostiky, monitorování a hodnocení konstrukcí, mechaniky kompozitních materiálů, vývoje a ověřování nových technologií betonu a nových stavebních materiálů, degradace železobetonových a zděných konstrukcí vlivem vnějšího prostředí a způsobů jejich sanace, navrhování moderních konstrukcí, seizmického a větrného inženýrství.
Aktivity Kloknerova ústavu se týkají pěti oblastí:
- vědeckovýzkumná a vývojová činnost,
- pedagogická činnost,
- znalecká, expertní a konzultační činnost pro průmysl a státní správu,
- činnost akreditované zkušební laboratoře,
- národní a mezinárodní standardizace.

Současným ředitelem je profesor Jiří Kolísko.

## Organizace
Ústav má čtyři odborná oddělení (oddělení spolehlivosti, stavebních materiálů, mechaniky a experimentální) a akreditovanou laboratoř. Od roku 1986 je soudně-znaleckým pracovištěm v oboru stavebnictví pro diagnostiku, analýzu poruch a zkoušky betonových, ocelových, dřevěných a zděných objektů a jejich částí, stavební mechaniku (deformace betonových a ocelových konstrukcí), vliv dynamických účinků na tyto konstrukce, ocelové a betonové konstrukce a využití plastických hmot ve stavebních konstrukcích. Osvědčení o akreditaci, vydané Českým institutem pro akreditaci (ČIA) s platností do 11. 5. 2023, uvádí jako předmět akreditace: Zkoušení mechanicko-fyzikálních a reologických vlastností stavebních materiálů, statické a dynamické zkoušky stavebních konstrukcí, součástí a prvků včetně vyšetřování dynamických účinků na konstrukce.